# Głęboka (powiat gorlicki)
Głęboka – wieś w Polsce, położona w województwie małopolskim, w powiecie gorlickim, w gminie Biecz, znajdująca się ok. 6 km na południowy wschód od Biecza.
W latach 1975–1998 miejscowość należała administracyjnie do województwa krośnieńskiego.

## Integralne części wsi
| 0344811 | Borówki    | część wsi |
| 0344828 | Dębina     | część wsi |
| 0344834 | Dziar      | część wsi |
| 0344840 | Krzemieńce | część wsi |
| 0344857 | Łopatówka  | część wsi |
| 0344863 | Podedwór   | część wsi |
| 0344870 | Pustki     | część wsi |
| 0344886 | Zabucze    | część wsi |

## Historia
16 sierpnia 1369 roku król Kazimierz Wielki wydał w Dębowcu dokument, w którym powierzył Mikołajowi z Nysy osadzenie wsi Głęboka na prawie magdeburskim. Głęboka początkowo stanowiła własność królewską i należała do starostwa bieckiego. Później została wyodrębniona ze starostwa, pozostając jednak własnością króla. W ciągu dziejów wieś była wydzierżawiana różnym rodom szlacheckim.

## Zabytki i inne budynki wsi
W 1870 roku ludność Głębokiej wynosiła 272 mieszkańców. Wieś ma charakter rolniczy. We wsi znajduje się dom kultury z siedzibą ochotniczej straży pożarnej.
We wsi znajduje się drewniany dwór Dulębów-Oczkowskich z przełomu XVI–XVII wieku.